# Grand-Prix-Saison 1945

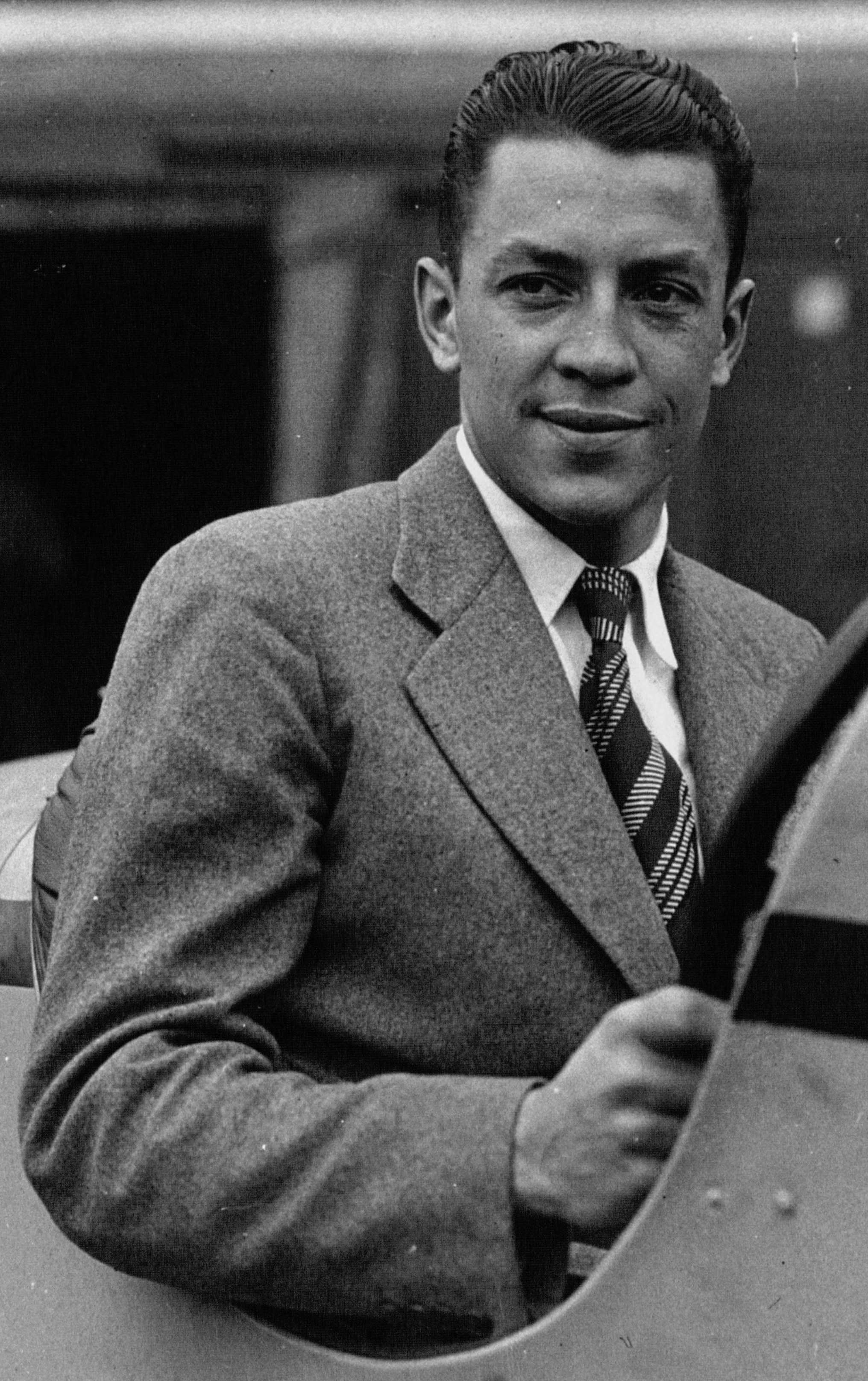
Sieger in Paris: Jean-Pierre Wimille

Der Zweite Weltkrieg war kaum zu Ende gegangen, da begannen in Europa die ersten zögerlichen Versuche, wieder Autorennen auszutragen. Die Grand-Prix-Saison 1945 bestand allerdings nur aus einem größeren Automobilrennen: dem Coupe des Prisonniers.

## Coupe des Prisonniers – Bois de Boulogne
| Platz | Fahrer              | Team       | Zeit         |
| ----- | ------------------- | ---------- | ------------ |
| 1     | Jean-Pierre Wimille | Bugatti    | 1:03,33.3 h  |
| 2     | Raymond Sommer      | Talbot     | + 1,20.0 min |
| 3     | Eugène Chaboud      | Delahaye   | + 3 Runden   |
| 4     | Eugène Trillaud     | Delahaye   | + 4 Runden   |
| 5     | Marcel Balsa        | Bugatti    | + 5 Runden   |
| 6     | Joseph Chotard      | Delahaye   | + 6 Runden   |
| 7     | Louis Villeneuve    | Delahaye   | + 9 Runden   |
| DNF   | Maurice Trintignant | Bugatti    |              |
| DNF   | Raymond de Saugé    | Bugatti    |              |
| DNF   | Paul Friederich     | Bugatti    |              |
| DNF   | Georges Grignard    | Delahaye   |              |
| DNF   | Philippe Étancelin  | Alfa Romeo |              |
| DNF   | Émile Cornet        | Delahaye   |              |
| DNF   | Roger Wormser       | Delahaye   |              |
| DNF   | Louis Gérard        | Maserati   |              |
| DNF   | Pierre Levegh       | Talbot     |              |

Im Pariser Park Bois de Boulogne wurden am 9. September 1945 die ersten Nachkriegsrennen ausgetragen, insgesamt drei in verschiedenen Fahrzeugklassen.
Die meiste Aufmerksamkeit erweckte das Rennen in der Grand-Prix-Klasse, der Coupe des Prisonniers: 16 Fahrer in Fahrzeugen, die irgendwo versteckt den Krieg überdauert hatten, traten an. Allerdings blieben die Franzosen im Starterfeld unter sich. Das Rennen führte über 43 Runden der 2,826 km langen Piste. Insgesamt führte das Rennen über eine Distanz von 121,52 km.
Jean-Pierre Wimille wurde der erste Sieger eines Grand Prix nach 1939.